# Corydalis cornupetala
Corydalis cornupetala là một loài thực vật có hoa trong họ Anh túc. Loài này được Y.H.Kim & J.H.Jeong mô tả khoa học đầu tiên năm 2007.